# Paris 1967/San Francisco 1968
Paris 1967/San Francisco 1968 uživo je album američkog glazbenika Jimija Hendrixa i njegovog sastava The Jimi Hendrix Experience, postumno objavljen 24. travnja 2003. godine od izdavačke kuće Dagger Records.

## O albumu
Album sadrži dva Experiencova nastupa održana 9. listopada 1967. u Parizu i 4. veljače 1968. godine San Franciscu. Koncert u Parizu održan je u Olympia Theateru nakon gotovo godinu dana od njihvovg posljednjeg boravka u Francuskoj kada su kao predizvođači nastupali prije Johnnyja Hallydaya. Dvije skladbe s koncerta "Burning Of The Midnight Lamp" i "Foxey Lady" nisu uključene na album radi problema nastalih neispravnosti mikrofona. Smetnje su otklonjene neposredno prije Hendrixove izvedbe B. B. Kingove pjesme "Rock Me Baby".
Nakon Pariza odlaze u San Francisco gdje počinju svoju svjetsku turneju prilikom objavljivanja njihovog drugog studijskog albuma Axis: Bold as Love. Američki rock promotor Bill Graham ugovorio je osam koncerata u četiri noći uzastopno. U Fillmore Auditoriumu imali su prvi nastup 1. veljače, a ostale su održali u dvorani u Winterlandu. Svih osam koncerata je rasprodano.

## Popis pjesama
Sve pjesme napisao je Jimi Hendrix, osim gdje je to drugačije naznačeno.
| 1. | »Stone Free«   |                      |  |
| 2. | »Hey Joe«      | Billy Roberts        |  |
| 3. | »Fire«         |                      |  |
| 4. | »Rock Me Baby« | Joe Josea, B.B. King |  |
| 5. | »Red House«    |                      |  |
| 6. | »Purple Haze«  |                      |  |
| 7. | »Wild Thing«   | Chip Taylor          |  |

| 1. | »Killing Floor«                    | Chester Arthur Burnett                 |  |
| 2. | »Red House«                        |                                        |  |
| 3. | »Catfish Blues«                    | Robert Petway                          |  |
| 4. | »Dear Mr. Fantasy« (prva verzija)  | Jim Capaldi, Steve Winwood, Chris Wood |  |
| 5. | »Dear Mr. Fantasy« (druga verzija) | Capaldi, Winwood, Wood                 |  |
| 6. | »Purple Haze«                      |                                        |  |

## Izvođači
- Jimi Hendrix – električna gitara, vokal
- Mitch Mitchell – bubnjevi
- Noel Redding – bas-gitara, prateći vokal
- Buddy Miles – bubnjevi u skladbi "Dear Mr. Fantasy (obje verzije)